# Theodor Schagerström
Johan Gustaf Theodor Schagerström, född 28 november 1818 i Landskrona, död 13 januari 1889 i Stockholm, var en svensk läkare.
Schagerström blev student vid Lunds universitet 1835, medicine kandidat 1844, medicine licentiat 1847 och kirurgie magister 1848. Han var sjukhusläkare vid Allmänna garnisonssjukhuset i Stockholm 1848—1851, tillförordnad läkare vid Fyrverkarekåren på Marieberg 1850–1851, andre bataljonsläkare vid Andra livgrenadjärregementet 1852–1853, extra läkare vid Andra livgardet 1855–1856, andre bataljonsläkare vid Andra livgardet 1856–1864, läkare vid länscellfängelset på Norrmalm i Stockholm från 1861, biträdande läkare hos Fångvårdsstyrelsen från 1867. Han var intendent vid Ramlösa hälsobrunn 1882–1883. Theodor Schagerström är begravd på Solna kyrkogård.